# (2673) Lossignol
(2673) Lossignol (1980 KN; 1957 JD; 1968 DU) ist ein ungefähr 15 Kilometer großer Asteroid des äußeren Hauptgürtels, der am 22. Mai 1980 vom belgischen Astronomen Henri Debehogne am La-Silla-Observatorium auf dem La Silla in La Higuera in Chile (IAU-Code 809) entdeckt wurde. Er gehört zur Themis-Familie, einer Gruppe von Asteroiden, die nach (24) Themis benannt ist.

## Benennung
(2673) Lossignol wurde nach Familie Lossignol benannt, die Freunde des Entdeckers Henri Debehogne waren.